# Varicorhinus ansorgii
Varicorhinus ansorgii är en fiskart som beskrevs av Boulenger, 1906. Varicorhinus ansorgii ingår i släktet Varicorhinus och familjen karpfiskar. IUCN kategoriserar arten globalt som sårbar. Inga underarter finns listade i Catalogue of Life.